# 26685 Khojandi
26685 Khojandi è un asteroide della fascia principale. Scoperto nel 2001, presenta un'orbita caratterizzata da un semiasse maggiore pari a 3,0682712 UA e da un'eccentricità di 0,1212391, inclinata di 0,28469° rispetto all'eclittica.